# Museu de Carros de Cavalos
O Museu de Carros de Cavalos localiza-se na Quinta da Bouça, na freguesia de Santa Leocádia de Geraz do Lima, concelho e distrito de Viana do Castelo, em Portugal. Constitui-se em um museu temático dedicado ao transporte de tração animal, em particular por carruagens.

## História
A coleção foi constituída pelo médico Lopo de Carvalho, aficcionado por carros de cavalos.

## Acervo
O acervo do museu é constituído por mais de 50 carros de cavalos, especialmente do século XIX, desde carros de passeio a charretes familiares, passando por veículos de caça e de transporte público. Entre as peças, destaca-se o Phaeton de Cabeça (12 molas), construído por Labourdette & Fréres de Paris, que pertenceu a Afonso de Bragança, Duque do Porto, conhecido por "arreda".
Possui ainda uma vasta colecção de selas, selins e outros artefatos relacionados com os cavalos.

## Galeria

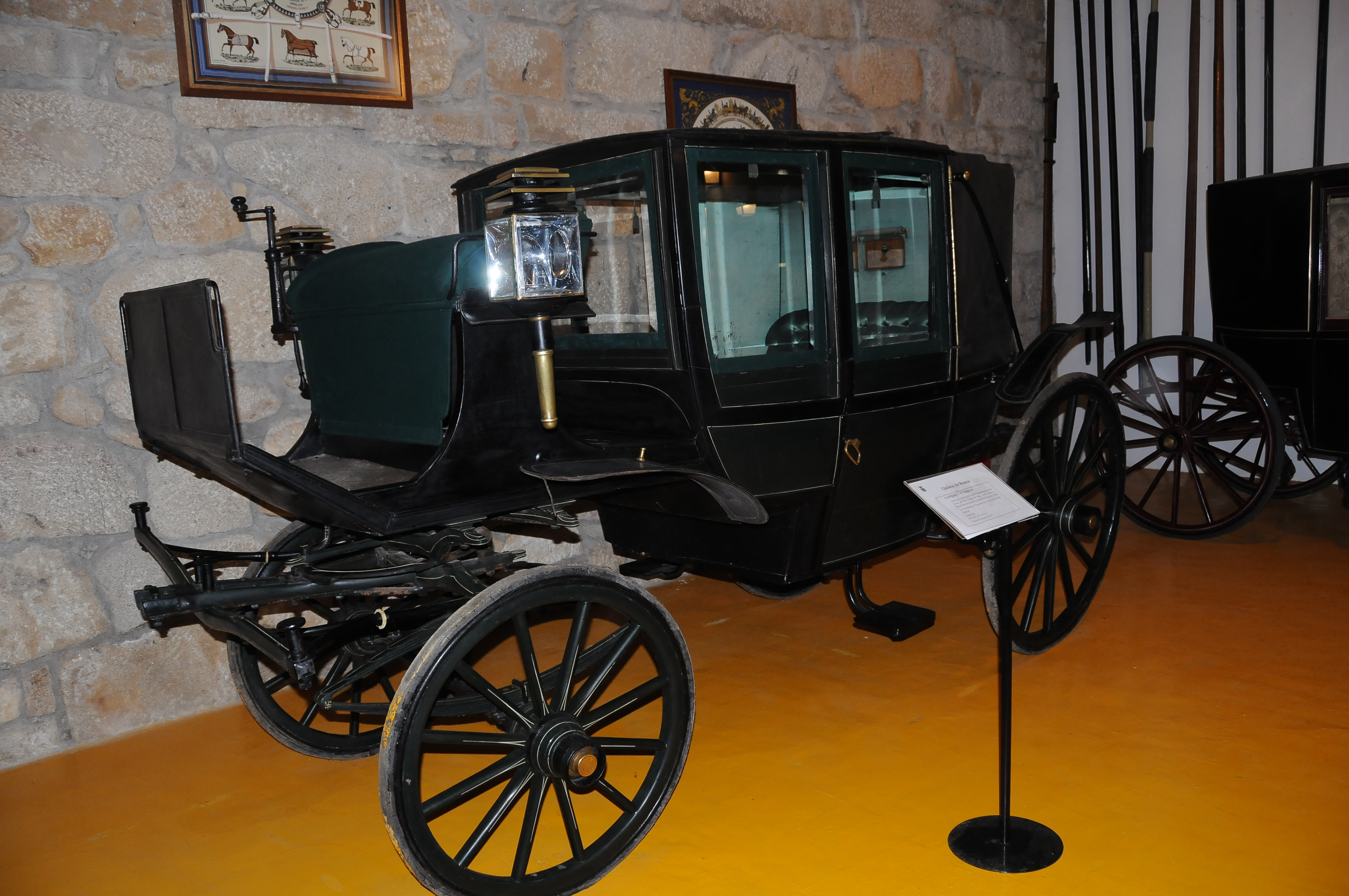
Carruagem Landau de 5 vidros do final do século XVIII. Construtor-Binder-Paris. Serviu para transportar o Marechal Craveiro Lopes e o presidente António Salazar na inauguração da ponte de Vila Franca de Xira.
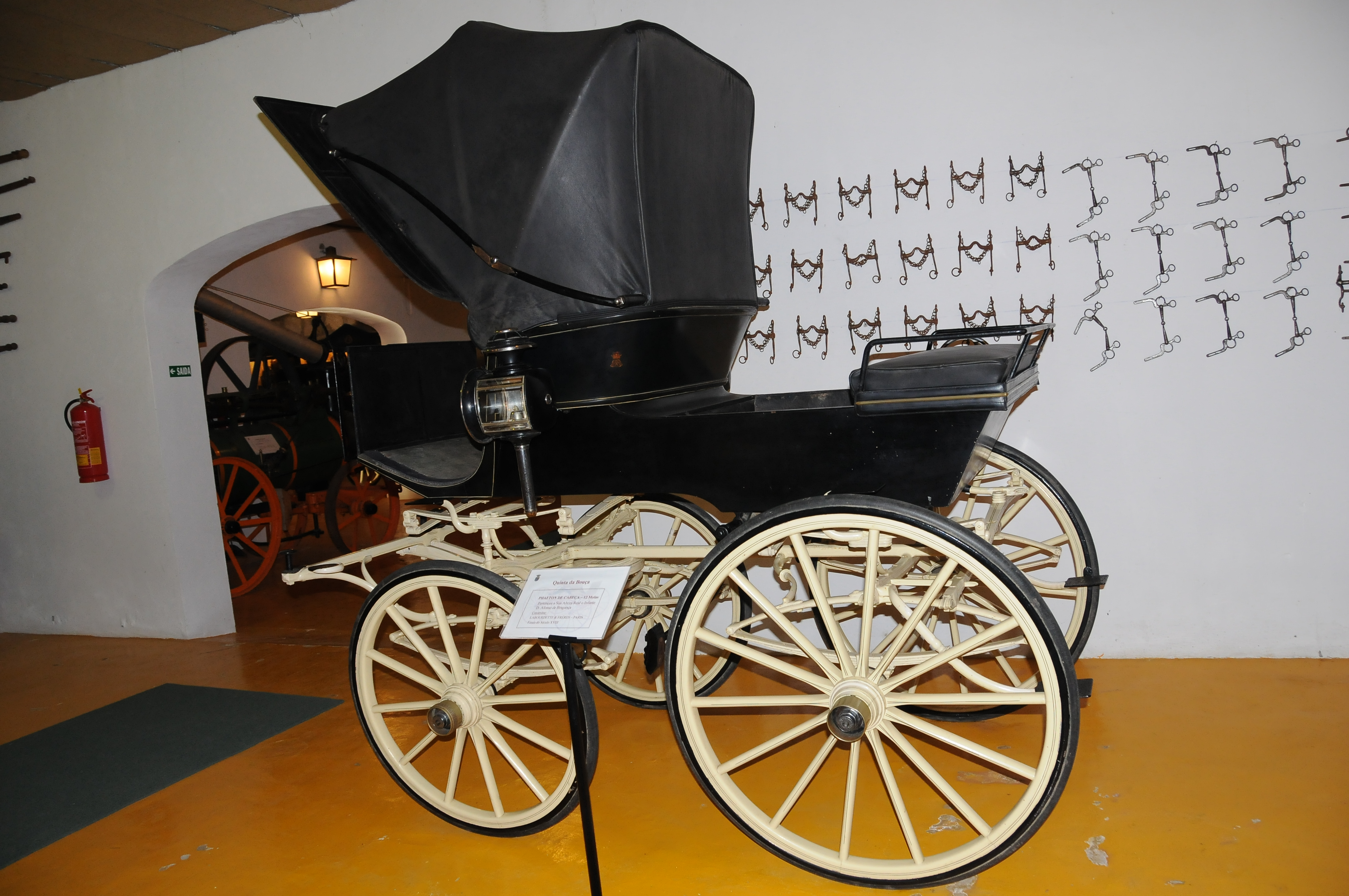
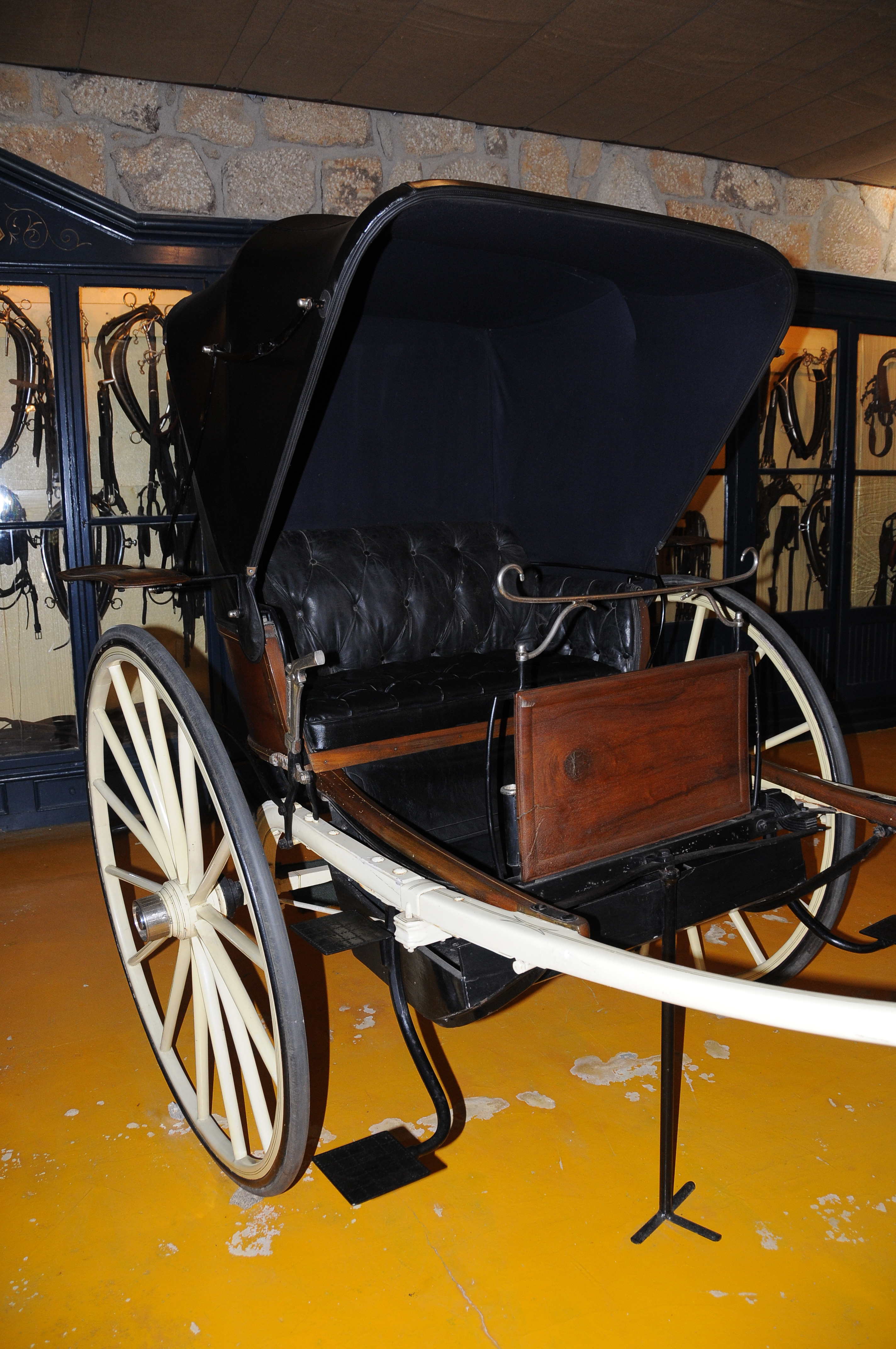